# Вербный (Ростовская область)
Ве́рбный — посёлок в Пролетарском районе Ростовской области.
Входит в состав Опенкинского сельского поселения.

## Население
| 2010 |
| ---- |
| 82   |

## Улицы
- ул. Студенческая,
- ул. Точка 2,
- ул. Точка 3,
- пер. Угловой.